# Catagramma larseni
Catagramma larseni är en fjärilsart som beskrevs av Friedrich Wilhelm Niepelt 1935. Catagramma larseni ingår i släktet Catagramma och familjen praktfjärilar. Inga underarter finns listade i Catalogue of Life.